# Света Богородица Лагудяни
„Света Богородица Животворящ източник“ (на гръцки: Ζωοδόχος Πηγή), известна като „Света Богородица Лагудяни“, „Лагудату“ или „Лаодигитрия“ (Παναγία Λαγουδιανή, Λαγουδάτου, Λαοδηγήτρια), е възрожденска църква в македонския град Солун, част от Солунската епархия на Вселенската патриаршия, под управлението на Църквата на Гърция.
Църквата е разположена в Горния град, на кръстовището на улиците „Олимпиада“ и „Юлианос“. Църквата е построена на мястото на византийския женски манастир със същото име, вероятно основан в XIV век като метох на манастира Влатадес. Името вероятно се дължи на ктитора Лагудятис или Лагудатис. През османско време е нарича Тавшан Манастър (Tavşan Manastır), тоест Заешки манастир. Сегашният си вид храмът получава след пълна реконструкция в началото на XIX век, финансирана от търговеца Йоанис Кафтандзоглу. В архитектурно отношение е типичната за епохата трикорабна базилика с женска църква. От юг има прилепен параклис с аркаден покрив, в който има смятан за свещен извор. Царските икони от храма „Христос Вседържител“ (1806), „Света Богородица Всецарица“ (1806), „Свети Йоан Богослов“ (1806), „Свети Давид Олимпийски“ (1806), „Свети Николай на трон“ (1809) и „Свети Атанасий“ (1809) са дело на Давид Зограф.